# GSC2713-1881
GSC2713-1881 — хімічно пекулярна зоря спектрального класу B8, що має видиму зоряну величину в смузі V приблизно 10,5.

## Пекулярний хімічний склад
Зоряна атмосфера GSC2713-1881 має підвищений вміст 
Si
.